# Francisco de Almeida (gouverneur de l'Angola)
Pour les articles homonymes, voir Francisco de Almeida et de Almeida.
Francisco de Almeida, né vers 1550 et mort après 1613, est un administrateur colonial portugais qui fut gouverneur de l'Angola entre juin 1592 et 1593. 